# Лиса Алиса (фильм)
«Лиса Алиса» (фр. Lisa Alisa, фр. Alice la Malice) — совместный российско-французский художественный фильм (видеофильм), снятый режиссёром и оператором Жаном-Мишелем Карре по сценарию Павла Лунгина и Виктора Мережко, а также вышедший в 2001 году. Премьера на телевидении состоялась 7 апреля 2004 года на REN-TV.

## Сюжет
Фильм начинается с флешфорварда, в котором героиня признаётся, что недавно вернулась к маме после того, как у неё закончились отношения с парнем-наркоманом: она не смогла избавить его от зависимости и приобрела её сама, затем с трудом выбравшись из неё.
Действие происходит в Москве. 22-летняя девушка Алиса из простой неполной семьи (её отец умер) на вечеринке в ресторане под песни Шуры знакомится с мужчиной намного старше себя. Он оказывается французом по имени Жерар де Рош, атташе по культуре в посольстве Франции. У них завязывается бурный роман, который, однако, заканчивается, когда семья Жерара возвращается из Парижа. Жена Жерара — Натали из семьи русских эмигрантов, их дочь — 17-летняя Каролин, которой скучно в Москве. Алиса начинает преследовать Жерара и даже обманом проникает в его кабинет в посольстве, однако он выставляет её, говоря, что их отношения закончены. Алиса встречается с Натали и признаётся, что была любовницей её мужа, что не удивляет Натали, поскольку такое уже случалось с её мужем.
Тогда Алиса разрабатывает план мести. Своего соседа по дому, молодого парня Витьку, отец которого дружит с матерью Алисы, она просит достать пистолет. Алисе удаётся выманить Каролин из школы, и они с Витькой увозят её и прячут в подвале дома, где отец Витьки когда-то обустроил жилище. По телефону Алиса сообщает Жерару, что его дочь у неё, но не выдвигает никаких требований. За время, проведённое вместе, Каролин сближается с Алисой и Витькой, в связи с чем они становятся друзьями. Де Рош заявляет о похищении в милицию. По телевизору показывают фотографии молодых людей, а родители Каролин просят дочь вернуться и обещают, что Алисе ничего не будет, если она отпустит Каролин, но последняя не хочет возвращаться к родным после того, что она узнала о своём отце от Алисы.
Когда милиция приходит в подвал, троице удаётся скрыться. На машине Витьки они уезжают за город в деревню, где живёт Витькина бабушка. Как выясняется, бабушка недавно умерла, и ребята поселяются в пустом доме. Они радуются свободе, Алиса с Витькой поют под гитару свою любимую песню «Вьюн над водой», однако утром выясняется, что дом оцеплен милицией. Приводят отца Витьки, который просит сына сдаться. Все трое выходят из дома. Витька сначала держит пистолет направленным на Каролин, но потом поднимает его вверх. Его убивают выстрелом в голову. Каролин забирают подъехавшие на машине родители. Алису сажают в милицейский уазик. В последних кадрах кавалькада милицейских машин покидает деревню.

## В ролях
- Дарья Волга — Алиса
- Ольга Сидорова — Каролин де Рош
- Сергей Мартынов — Жерар де Рош
- Ирина Алфёрова — Натали Голицына де Рош
- Алексей Черных — Витька
- Татьяна Кравченко — мать Алисы
- Александр Вдовин — Вова, отец Витьки
- Любовь Руденко — директор школы
- Валентина Березуцкая — соседка в деревне
- Александр Медведев (Шура) — камео

## Критика
Александр Фёдоров пишет о том, что постсоветские времена принесли во французскую тематику на экране новые сюжетные линии, которые невозможно было себе представить в эпоху социализма. Фильм «Лиса Алиса» он называет в ряду тех картин (наряду с фильмами «Белый король, красная королева», «Невеста из Парижа», «Окно в Париж» и др.), в которых «на фоне бедственного быта россиян отчётливо проявилась фабула, связанная с обретением французского спутника жизни». Этот же фильм автор приводит среди тех, где «французская тематика российского кино прикоснулась и к криминальным сюжетам».
Кинокритик Лидия Маслова считает, что наряду с картиной Владимира Меньшова «Зависть богов» «Лиса Алиса» «войдёт в кинематографическую летопись русско-французских отношений как одна из самых комичных глав». По её словам, «первоначально никакого француза в сценарии, написанном Виктором Мережко в начале 90-х, не было», вместо него героем был «наш русский папик, вляпавшийся в историю с молоденькой девчонкой», и это был «типичный сценарий для Мережко, умудряющегося одновременно демонизировать и вульгаризировать женскую натуру», однако затем сценарий был изменён, и Мережко предпочёл дистанцироваться от результата. По мнению Масловой, исполнительница главной роли «произвела чрезвычайное впечатление на режиссёра, который старался обнажить её под любым предлогом», при этом «всё это обилие девичьей плоти на экране не столько предусмотрено сценарием, сколько является режиссёрской находкой». Сама Дарья Волга, упоминая, что она «оголялась в кадре» в данном фильме, отмечала: «У меня были претензии к камере, но это был сценарий Мережко, и сценарий был достойный. Наверное, качество материала очень важно. Просто так я раздеваться не стану».